# Coral Jovem do Rio
O Coral Jovem do Rio é um coral de música cristã do Brasil.

## História
Foi criado em 1993 na cidade do Rio de Janeiro pela iniciativa de um grupo de universitários, ligados à Igreja Adventista do Sétimo Dia, com uma proposta de trabalho social: através da música levar amizade e esperança às pessoas.
Para melhor atingir seus objetivos o Coral Jovem do Rio organizou-se e estruturou-se atuando hoje como uma entidade sem fins lucrativos tendo se tornado uma ONG.
Atualmente o coral reúne cerca de 120 jovens, entre coristas e instrumentistas, com idade média de 25 anos.
Desde a sua fundação já se apresentou em várias cidades do país (São Paulo, Maceió, Vitória, Uberlândia, Maringá), e do exterior (Buenos Aires, Santiago, Orlando, Fort Lauderdale, Saint Louis, Richmond, Washington D.C., Boston e Nova Iorque.
No Rio de Janeiro apresentou-se em lugares como o Garden Hall, o Teatro Popular de Niterói e a Praça da Apoteose cantando com Larnelle Harris (premiado cantor internacional) e também no Teatro João Caetano (1999), quando lançou o seu primeiro CD (Para Fazer Você Feliz). À época fez, a convite, uma temporada naquele teatro, onde retornou em 2003, comemorando o seu 10º aniversário. Apresentou-se ainda no Theatro Municipal do Rio de Janeiro, com o musical "Sonho sem Fim" (2005). Em 2007 retornou ao Teatro João Caetano com o musical "Sonhos", quando gravou o seu primeiro DVD ao vivo.
Em 2010 participou do evento "Celebrando Esperança", no Maracanãzinho.
Na televisão, apresentou-se em programas de destaque como o Xuxa Park de Natal (1999 e 2000), Programa do Jô, em 2005, onde participou juntamente com Cid Moreira e em 2025 no Caldeirão com Mion.

## Projetos Comunitários
Ao longo de sua existência tem procurado associar as suas atividades culturais a ações comunitárias concretas, levando não apenas alegria e esperança com a sua música, mas também géneros alimentares e de primeira necessidade. desse modo, além de trabalhos realizados em asilos, orfanatos e creches, participa desde o início do Projeto Mutirão de Natal, uma campanha que já distribuiu centenas de toneladas de alimentos a famílias carentes.
Em 2001 o Coral Jovem do Rio lançou o Coral Infantil da Rocinha, parte de um Projeto Cultural Comunitário denominado "Para Fazer uma Criança Feliz". Desenvolvido na Rocinha, nessa comunidade mantém ainda o "Clube de Desbravadores", e distribui agasalhos, brinquedos e toneladas de alimentos sob a forma de cestas básicas para as famílias carentes. Atualmente o Coral Infantil da Rocinha possui 120 crianças, que ensaiam nas instalações da "Escola Municipal Abelardo Barbosa". Além das atividades musicais, as crianças recebem lições de cidadania e valores. Este projeto cultural e social atua em parceria com a Agência Adventista de Desenvolvimento e Recursos Assistenciais (ADRA), e conta com o apoio e parceria de várias empresas e organizações[carece de fontes?].

## Discografia
- 1999: Pra Fazer Você Feliz
- 2000: Celebração
- 2005: Inteiramente Fiel
- 2008: Sonhos[3]
- 2013: Ele vai voltar?[4]